# Habitation La Mahaudière
L'habitation La Mahaudière est une ancienne plantation coloniale située à Anse-Bertrand, au nord de la Grande-Terre, dans la région d'outre-mer française de la Guadeloupe.
Fondée en 1732, la plantation de La Mahaudière est tout d'abord une cotonnerie, avant d'être transformée en vaste sucrerie, classée parmi les entreprises de moyenne importance au XIXe siècle en Guadeloupe.

## Historique

### Procès de Jean Baptiste Douillard Mahaudière
Entre 1840 et 1842, l'habitation La Mahaudière est le cadre d’une affaire judiciaire. En effet, en 1840, un procès met en accusation le propriétaire de La Mahaudière qui est arrêté sur dénonciation anonyme et poursuivi pour séquestration et torture exercée à l’encontre de Lucile, une de ses esclaves. Accusée par son maître de l'empoisonnement de son épouse, Lucile avait été enfermée pendant vingt-deux mois dans un cachot sans lumière, les pieds et les mains enchaînés. Sous la pression des colons de Guadeloupe, Jean Baptiste Douillard Mahaudière est déclaré non coupable et acquitté. L’esclave Lucile, elle, est vendue à un prête-nom du maître. La vente est alors annulée et Lucile part à Basse-Terre où elle travaille à l'atelier colonial.

## Accès
Propriété du Conseil départemental de la Guadeloupe, l'habitation La Mahaudière est située 12 km à l'est de la commune d'Anse-Bertrand, à la sortie du hameau de Campêche, et est accessible par la Route départementale 120 (Guadeloupe).

## Galerie

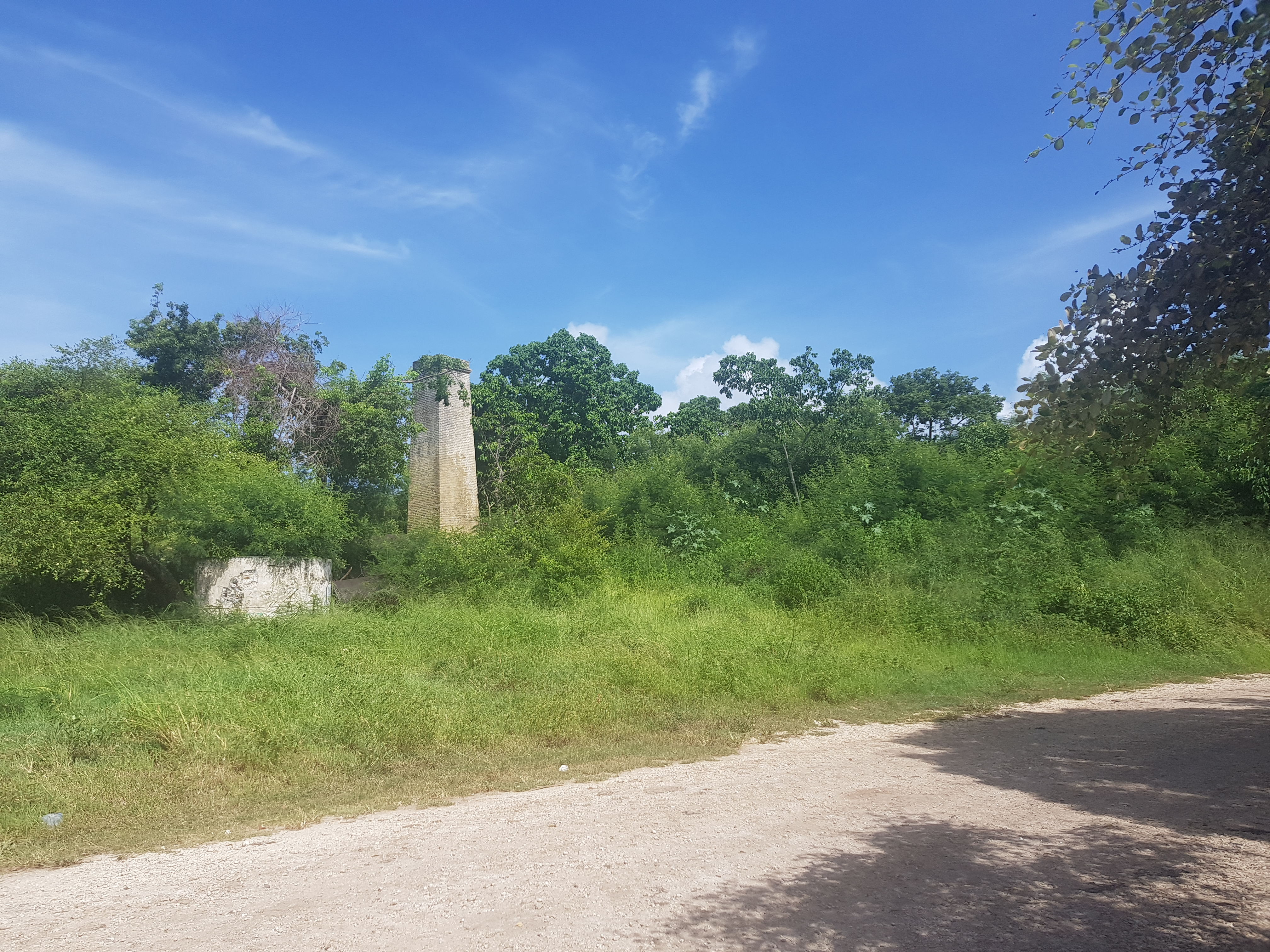
Ruines de La Mahaudière (Anse-Bertrand)
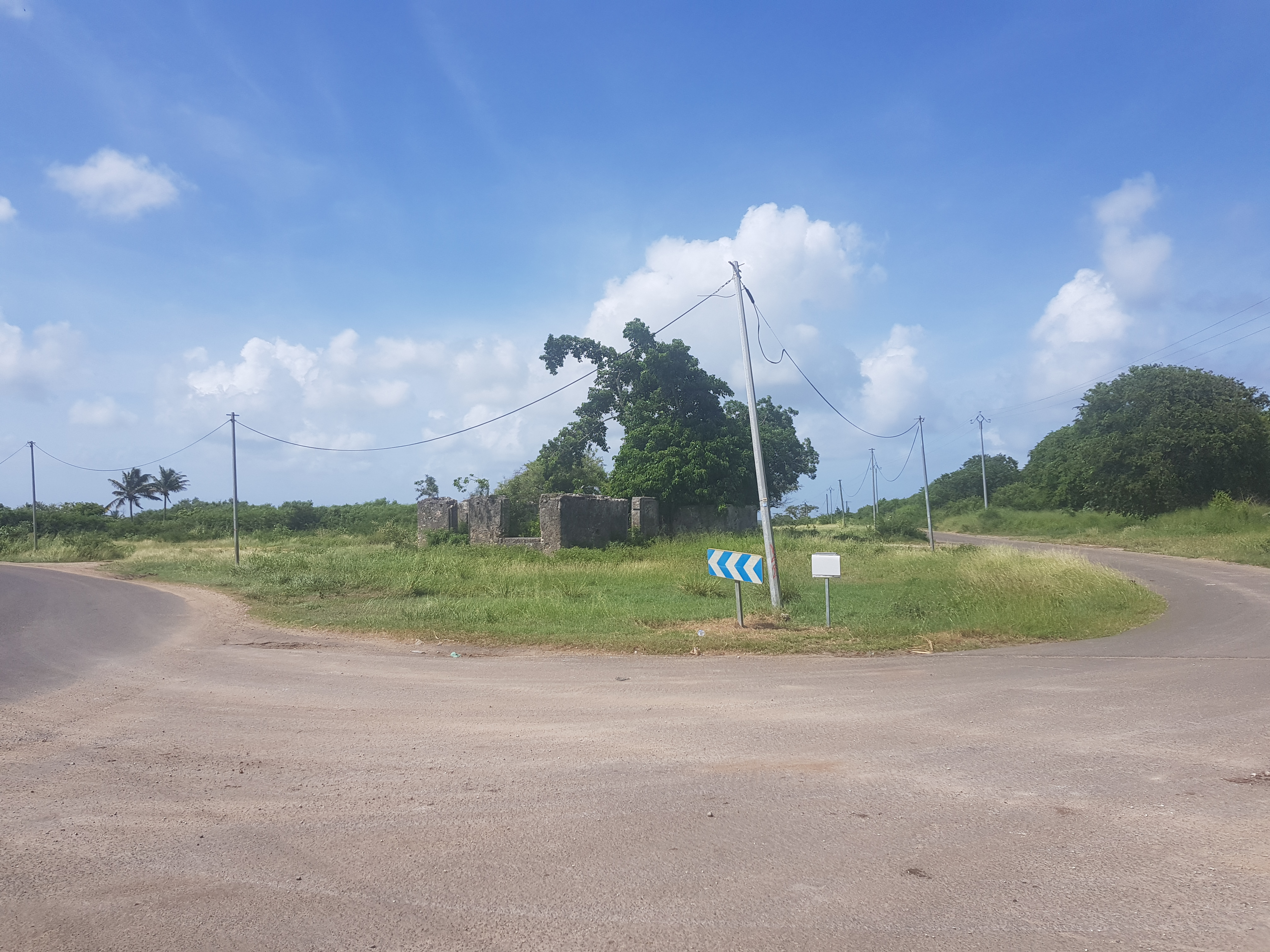
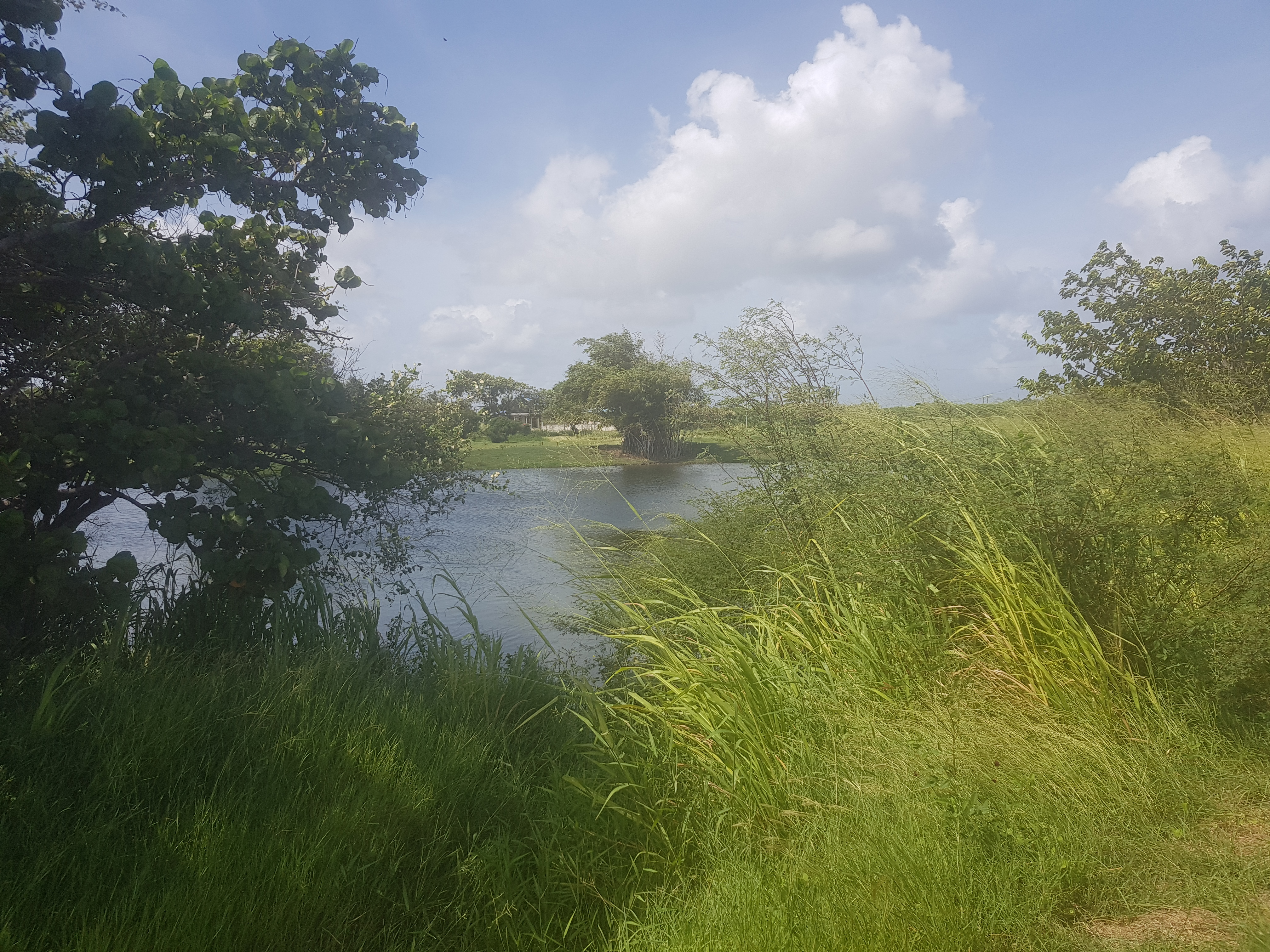
Étang de la base de loisirs du domaine de la Mahaudière
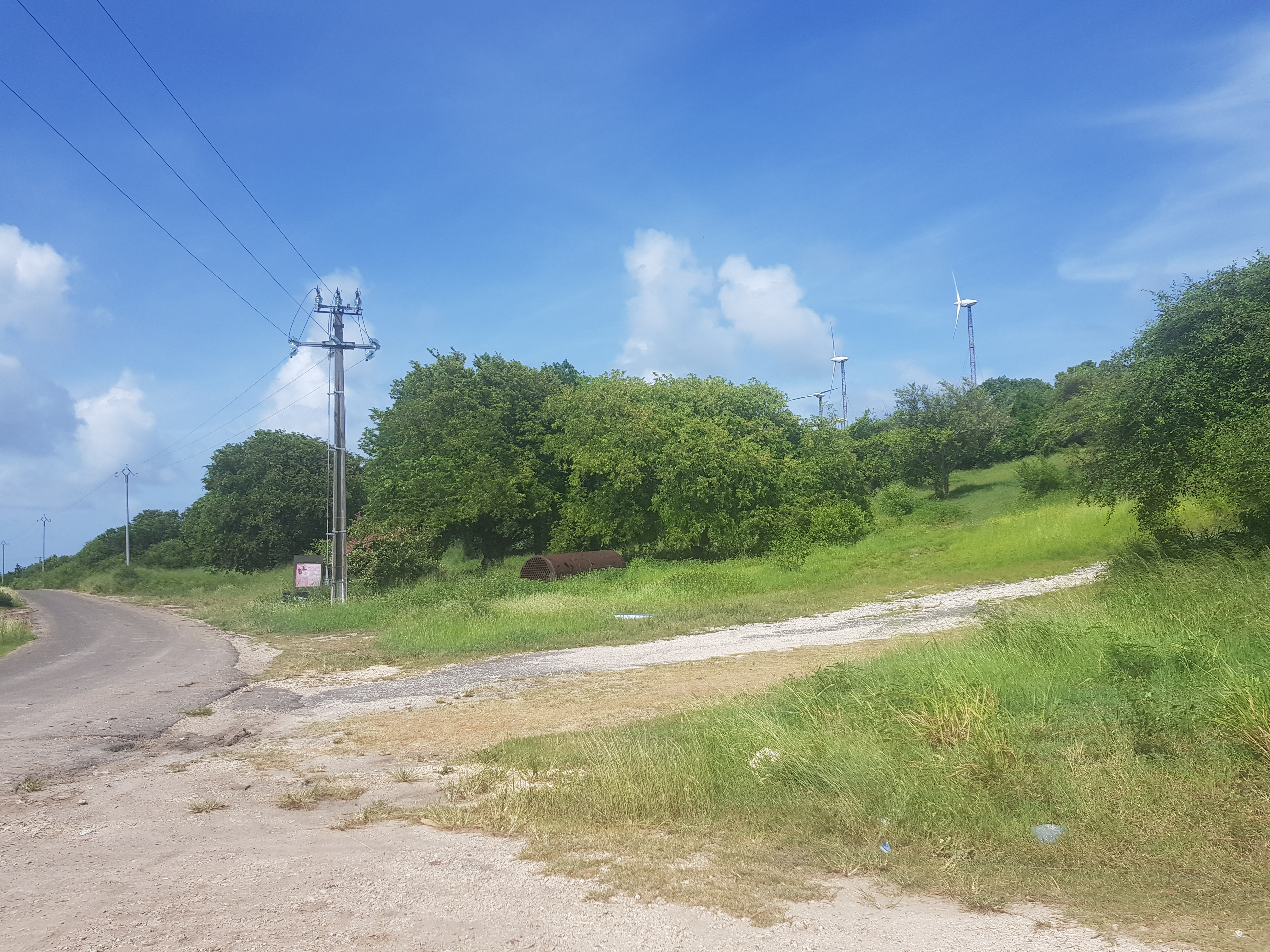
Habitation La Mahaudière, vestige de l'exploitation sucrière
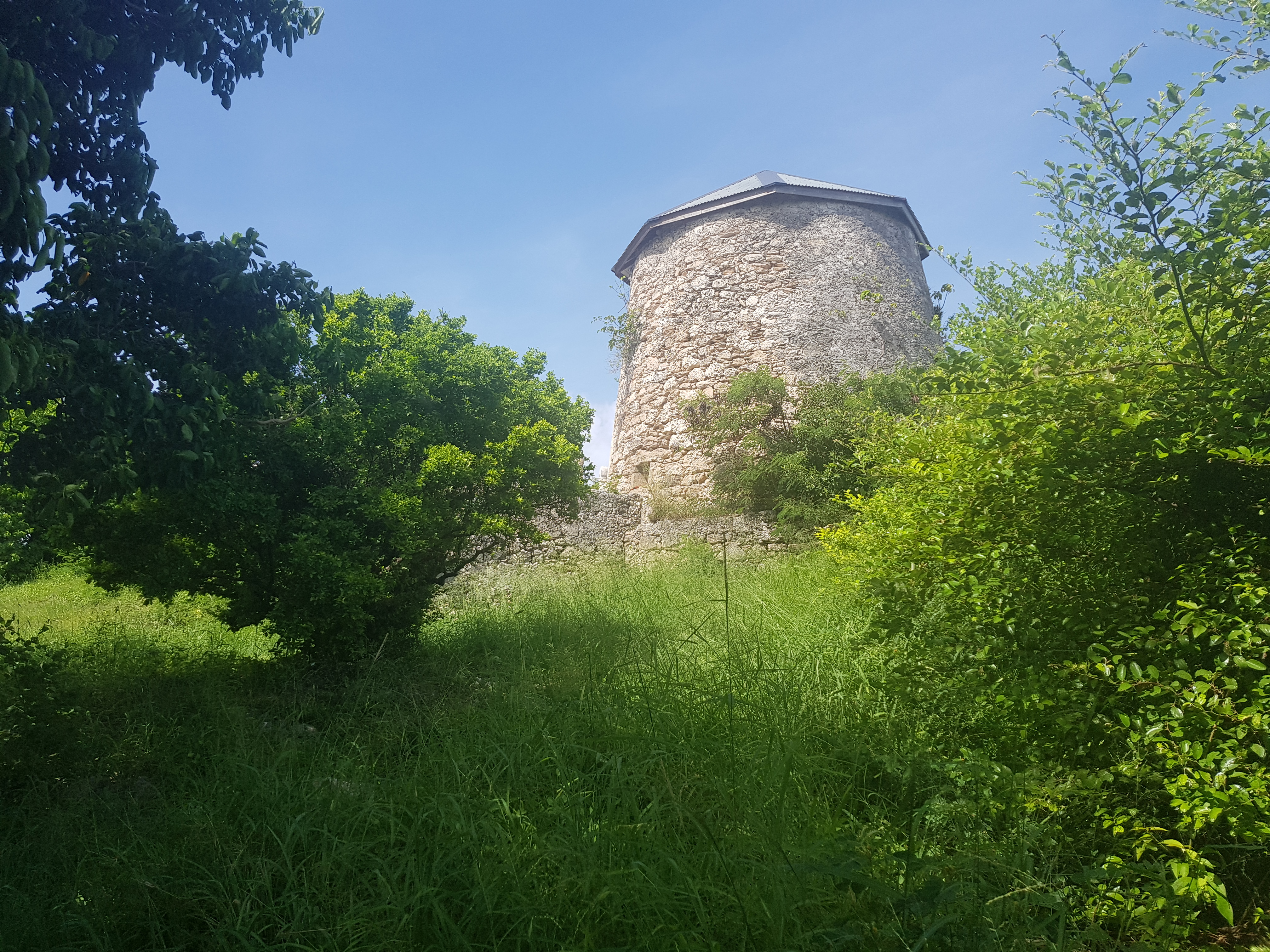
La Mahaudière, le moulin
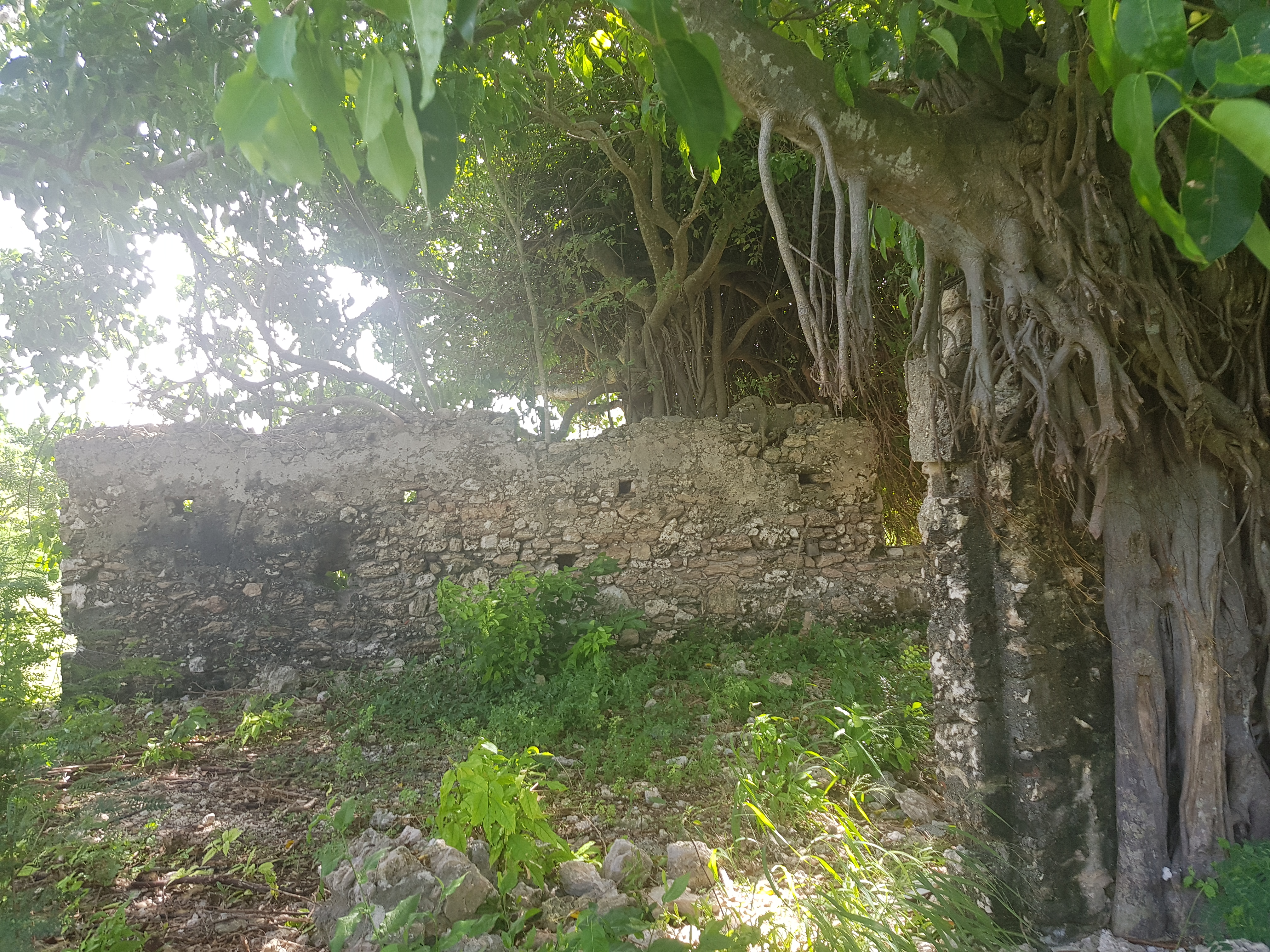
Ruine de muret Habitation La Mahaudière